# Клуб жён астронавтов
«Клуб жён астрона́втов» (англ. Astronaut Wives Club) — американский мини-сериал, созданный Стефани Сэвидж на основе одноимённого романа-бестселлера Лили Коппел. В центре сюжета находится реальная жизнь женщин, которые в 1959 году оказывали поддержку своим мужьям-астронавтам в самый разгар гонки за покорение космоса. Премьера шоу состоялась 18 июня 2015 года, а финальная серия вышла 20 августа того же года, завершая мини-сериал.

## Производство
В октябре 2013 года ABC заказал сценарий пилотного эпизода, для потенциального сериала ограниченной перспективы трансляции, адаптации романа Лили Коппел, который разрабатывала Стефани Сэвидж при поддержке Джоша Шварца и ABC Studios. 24 января 2014 года канал дал заказ на съемки пилотного эпизода для возможного показа в сезоне 2014-15 годов. Тем не менее, 5 февраля канал решил обойти пилотный сезон и заказал десять эпизодов шоу для трансляции летом 2014 года, вне осеннего сезона.
Вскоре после заказа съемок начался кастинг на центральные роли. Джоанна Гарсиа-Свишер стала первой актрисой, утверждённой на роль в шоу 11 февраля 2014 года. 5 марта Эжур Парсонс получила роль ещё одной героини в сериале. Одетт Эннэбл и Зои Бойл неделей позже также были утверждены на основные роли, в то время как Десмонд Харрингтон получил роль Алана Шепарда. 1 апреля Эрин Каммингс присоединилась к шоу в роли Мардж Слейтон, а две недели спустя Доминик Макэллигот получила центральную роль Луизы Шепард.
Премьера сериала изначально была заявлена на 24 июля 2014 года, однако позже ABC изменил свои планы в отношение сериала и перенес его для мид-сезона 2014/15 годов. Позже сериал был перенесен на лето 2015 года.

## Актёрский состав
- Джоанна Гарсиа-Свишер — Бетти Гриссом
- Ивонн Страховски — Рене Карпентер
- Доминик Макэллигот — Луиза Шепард
- Одетт Эннэбл — Труди Купер
- Эрин Каммингс — Мардж Слейтон
- Эжур Парсонс — Энни Гленн
- Зои Бойл — Джо Ширра
- Десмонд Харрингтон — Алан Шепард
- Брэт Харрисон — Гордон Купер
- Уилсон Бетел — Скотт Карпентер
- Кеннет Митчелл — Деке Слейтон
- Джоэл Джонстон — Гас Гриссом
- Сэм Рид — Джон Гленн
- Аарон Маккаскер — Уолли Ширра

## Эпизоды
| №  | Название                                | Режиссёр         | Автор сценария                 | Дата премьеры   | Зрители в США (млн) |
| -- | --------------------------------------- | ---------------- | ------------------------------ | --------------- | ------------------- |
| 1  | «Launch» «Запуск»                       | Лоне Шерфиг      | Стефани Сэвидж                 | 18 июня 2015    | 5,51                |
| 2  | «Protocol» «Протокол»                   | Лоне Шерфиг      | Бекки Хартман Эдвардс          | 25 июня 2015    | 4,50                |
| 3  | «Retroattitude» «Старомодное отношение» | Дж. Миллер Тобин | Лиз Тайглаар                   | 2 июля 2015     | 4,06                |
| 4  | «Liftoff» «Старт»                       | Дж. Миллер Тобин | Лиза Зверлинг                  | 9 июля 2015     | 4,28                |
| 5  | «Flashpoint» «Горячая точка»            | Элоди Кин        | Дерек Симондс                  | 16 июля 2015    | 4,44                |
| 6  | «In the Blind» «Вслепую»                | Патрик Норрис    | Нейт Димио                     | 23 июля 2015    | 3,81                |
| 7  | «Rendezvous» «Рандеву»                  | Элоди Кин        | Бекки Хартман Эдвардс          | 30 июля 2015    | 4,07                |
| 8  | «Abort» «Аборт»                         | Патрик Норрис    | Лиз Тайглаар                   | 6 августа 2015  | 3,53                |
| 9  | «The Dark Side» «Тёмная сторона»        | Джон Эмиел       | Касаллина Кисакай и Кэти Шварц | 13 августа 2015 | 3,20                |
| 10 | «Landing» «Высадка»                     | Джон Эмиел       | Стефани Сэвидж и Лиза Зверлинг | 20 августа 2015 | 3,81                |